# Steckner-Passage

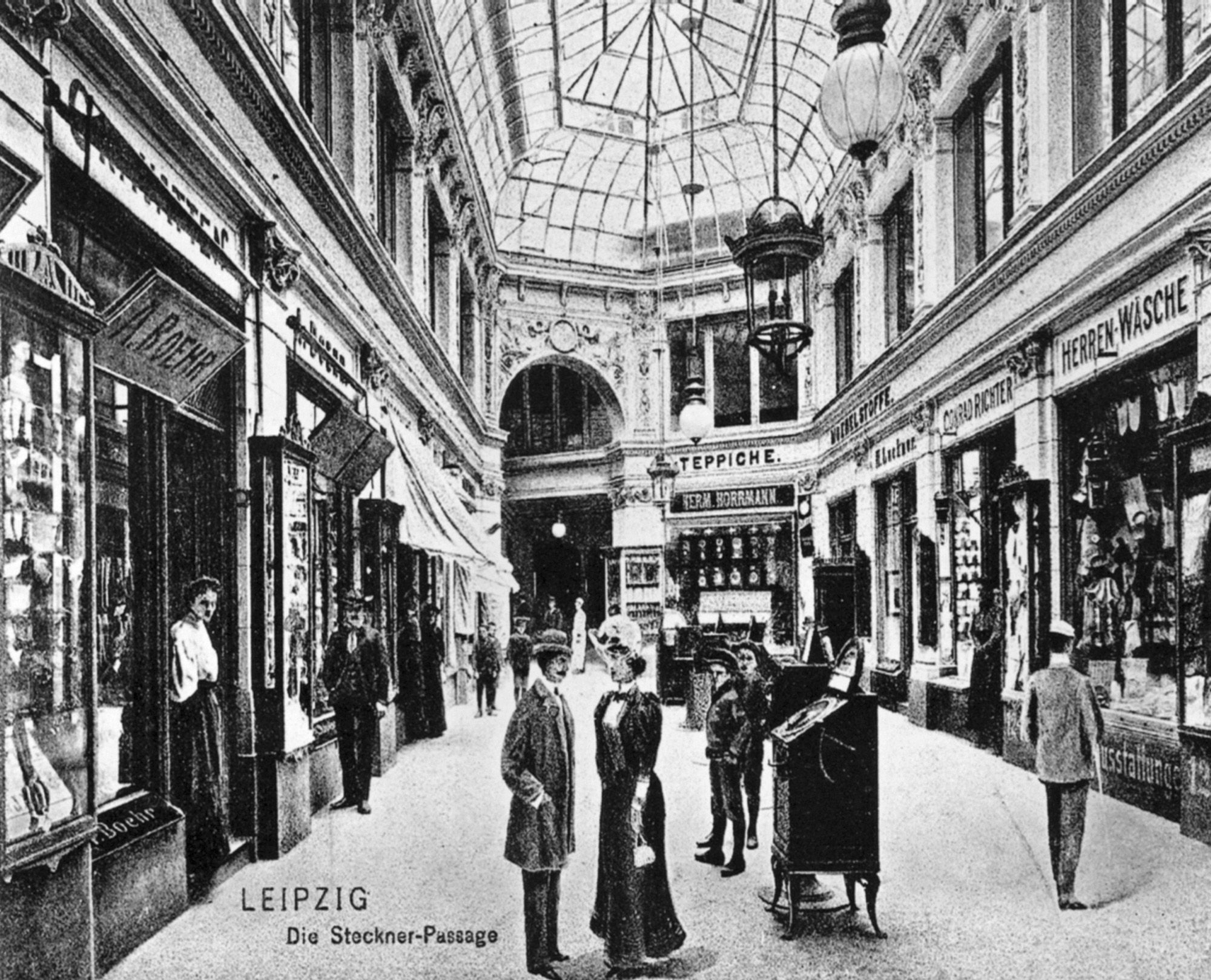
In der Steckner-Passage (1883)

Die Steckner-Passage war eine im Zweiten Weltkrieg zerstörte Ladenpassage in Leipzig. Sie war nach der Theaterpassage die zweite in dieser Art errichtete Ladenpassage der Stadt.

## Lage und Beschreibung
Die Steckner-Passage verlief von der linken Seite des Kaufhauses Steckner, Petersstraße 2, abgewinkelt auf einer Gesamtlänge von 75 Metern zum Haus Nr. 3 auf der Ostseite des Thomaskirchhofs, das ebenfalls der Firma Steckner gehörte. Der wesentlichste Teil der Passage war ein breiter und 22 Meter langer Lichthof. Er war oberhalb der ersten Etage von einer Oberlichtkonstruktion aus Stahl und Glas überspannt. An beiden Seiten reihten sich attraktive Geschäfte.

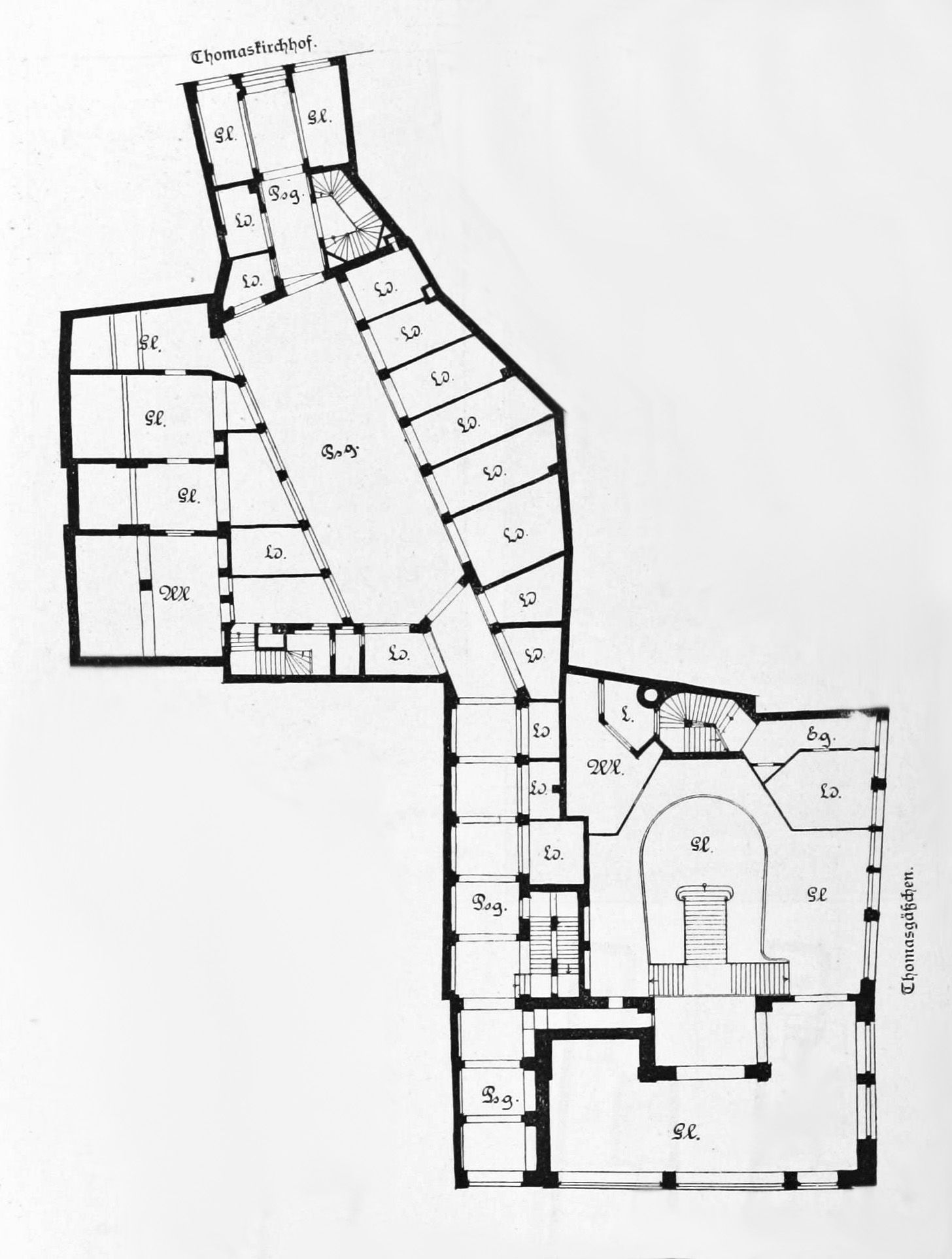
Grundriss
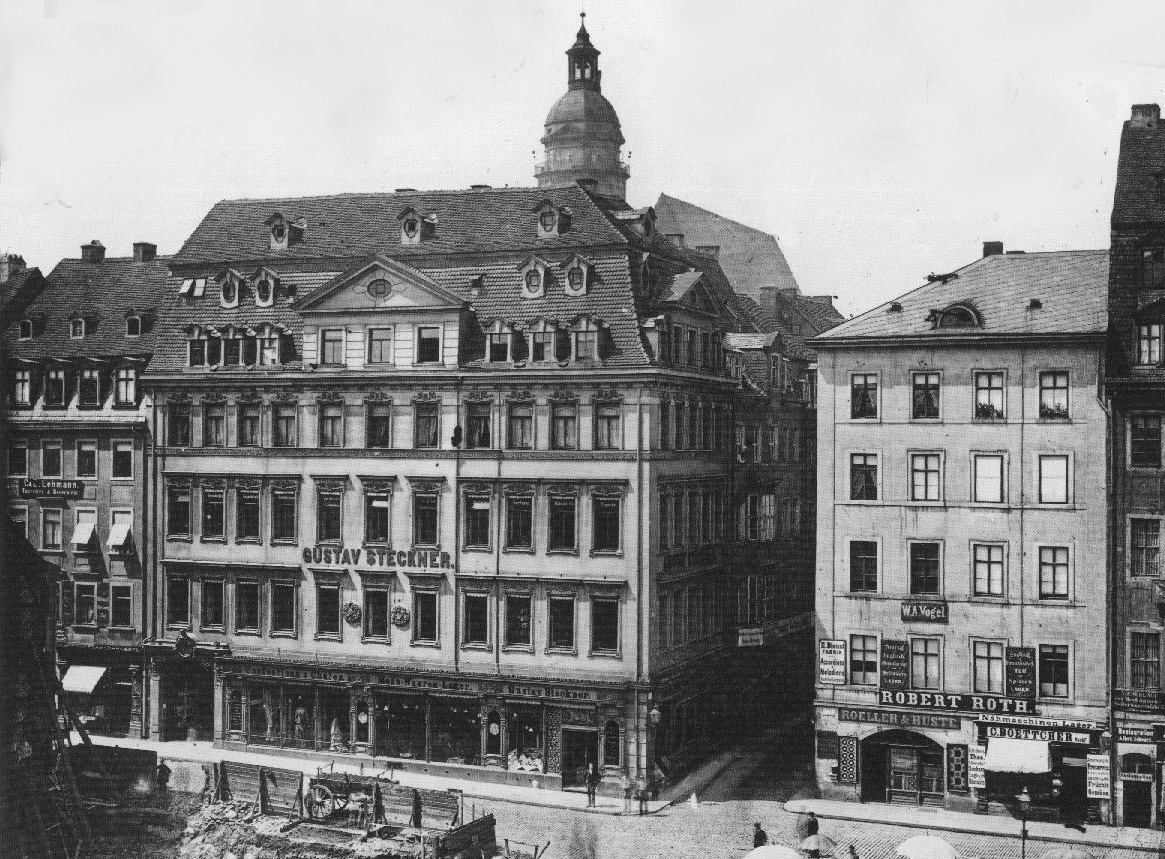
Passageneingang Petersstraße (um 1875)
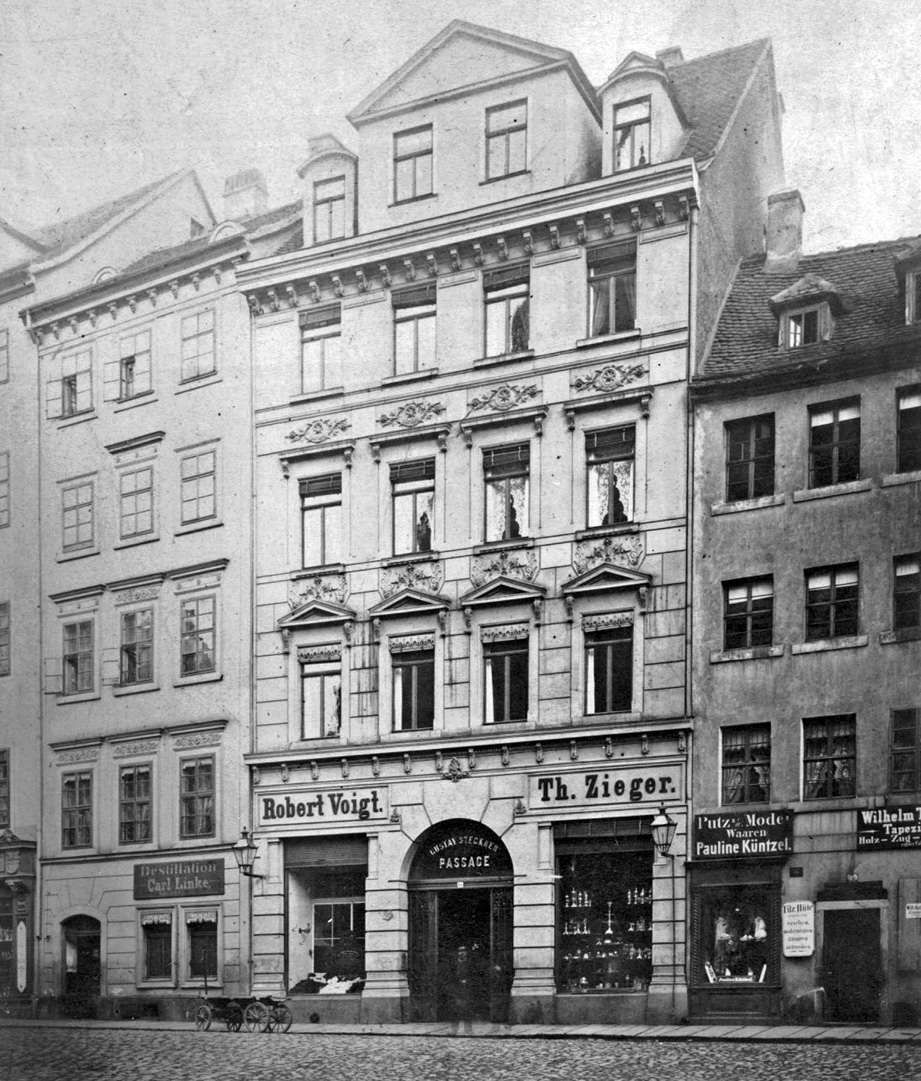
Passageneingang Thomaskirchhof (um 1880)
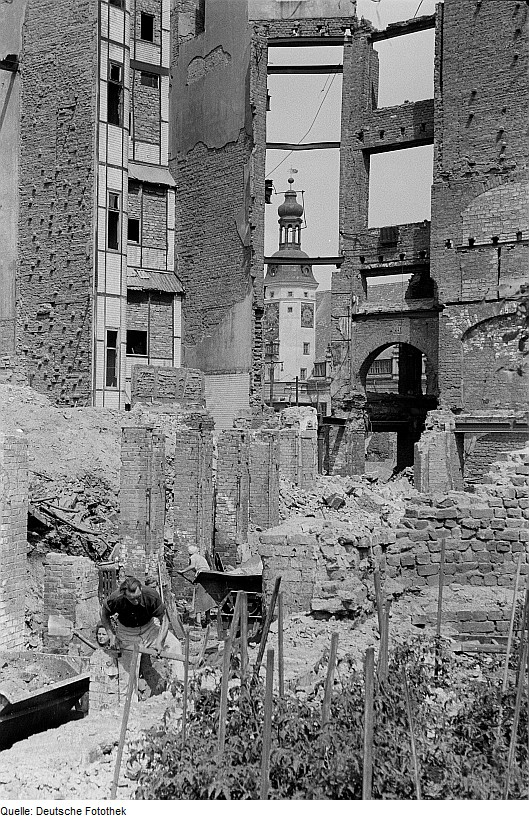
Ruine der Passage 1949
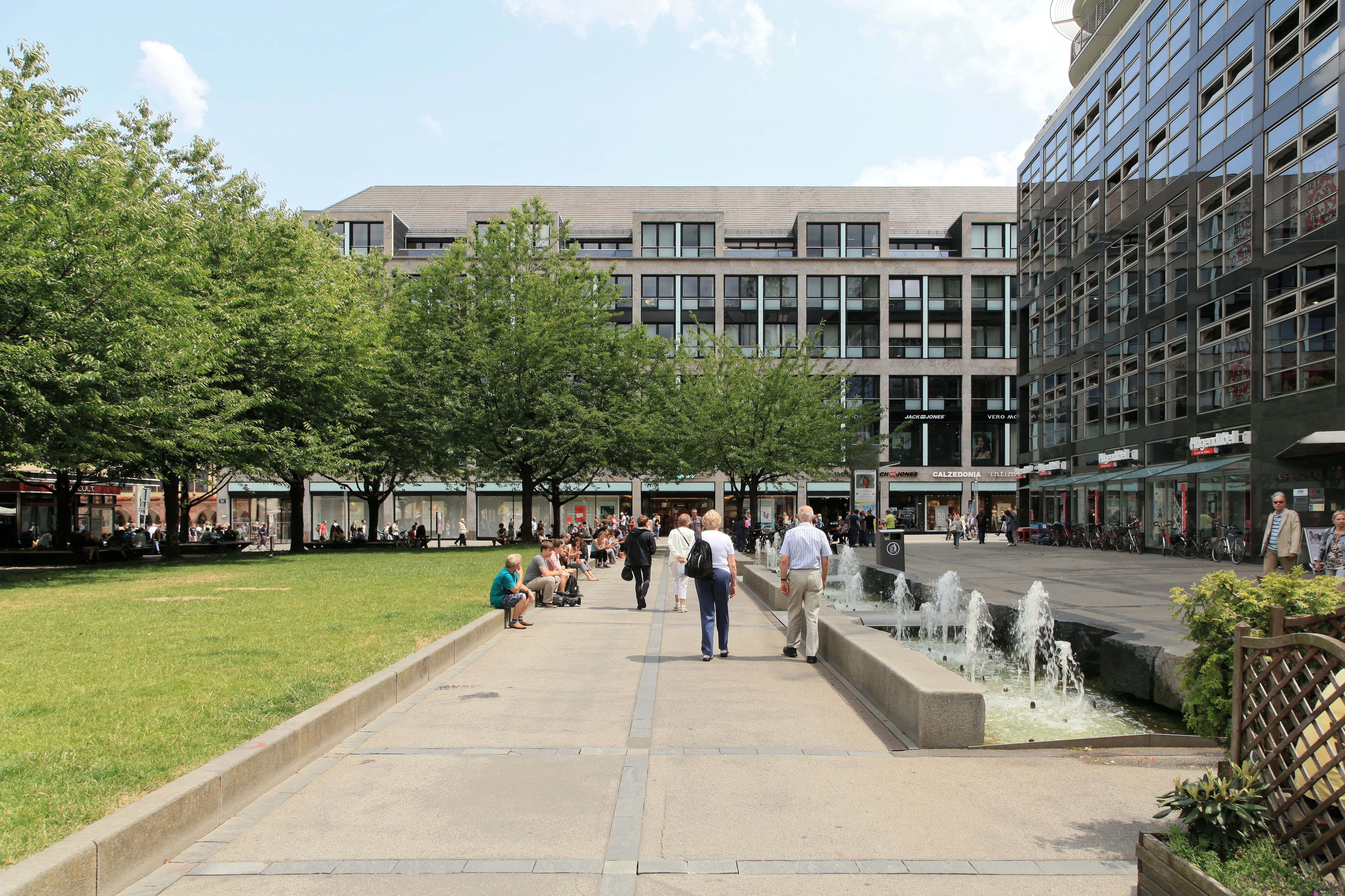
Platz der Passage heute (2015)

## Geschichte
Eine Verbindung von der Petersstraße zu dem Sack genannten Teil des Thomaskirchhofs gab es bereits vor 1749. Sie verlief bei Plenckners Hof (Nr. 6) und existierte bis mindestens 1902.
1873 ließ sich der Seiden- und Modewarenhändler Gustav Steckner nach Plänen des Leipziger Architekten Ottomar Jummel an der Petersstraße, Ecke Thomasgäßchen ein viergeschossiges Geschäftshaus errichten. Den Zwischenbereich zu einem ihm am Thomaskirchhof gehörenden Gebäude ließ er als Ladenpassage mit Zugängen von beiden Seiten einrichten. Das Gebäude am Thomaskirchhof wurde 1889 neu aufgeführt.
Der gesamte Komplex wurde beim Bombenangriff auf Leipzig am 4. Dezember 1943 zerstört. Das Areal wurde nicht wieder bebaut. Es ermöglicht nun freie Sicht zwischen Altem Rathaus und Thomaskirche und bildet mit Wiese und Baumbestand (Vogel-Kirsche) ein Ruhegebiet (Thomaswiese) im Stadtzentrum.